# Stazione di San Piero a Sieve
La stazione di San Piero a Sieve è una stazione ferroviaria della linea Faentina a servizio dell'omonimo comune.

## Storia
La stazione fu aperta l'8 aprile 1890 assieme al tratto Firenze-Borgo San Lorenzo della ferrovia Faentina.
A causa dei danni subiti dalla linea ferroviaria fra Firenze e Borgo San Lorenzo durante la seconda guerra mondiale, il servizio fu sospeso. 
Il 17 maggio 1953, si prolungò il servizio della ferrovia Pontassieve-Borgo San Lorenzo fino a San Piero a Sieve. A causa del modesto volume di viaggiatori, questo servizio fu soppresso nel 1970.
Nel corso dei lavori di ricostruzione del tratto Firenze-Borgo San Lorenzo, la stazione fu ripristinata al servizio pubblico nel giugno 1997. L'anno precedente, al completamento dei lavori, la stazione fu raggiunta da un treno speciale. La linea fu riaperta completamente al servizio pubblico il 9 gennaio 1999.

## Strutture e impianti

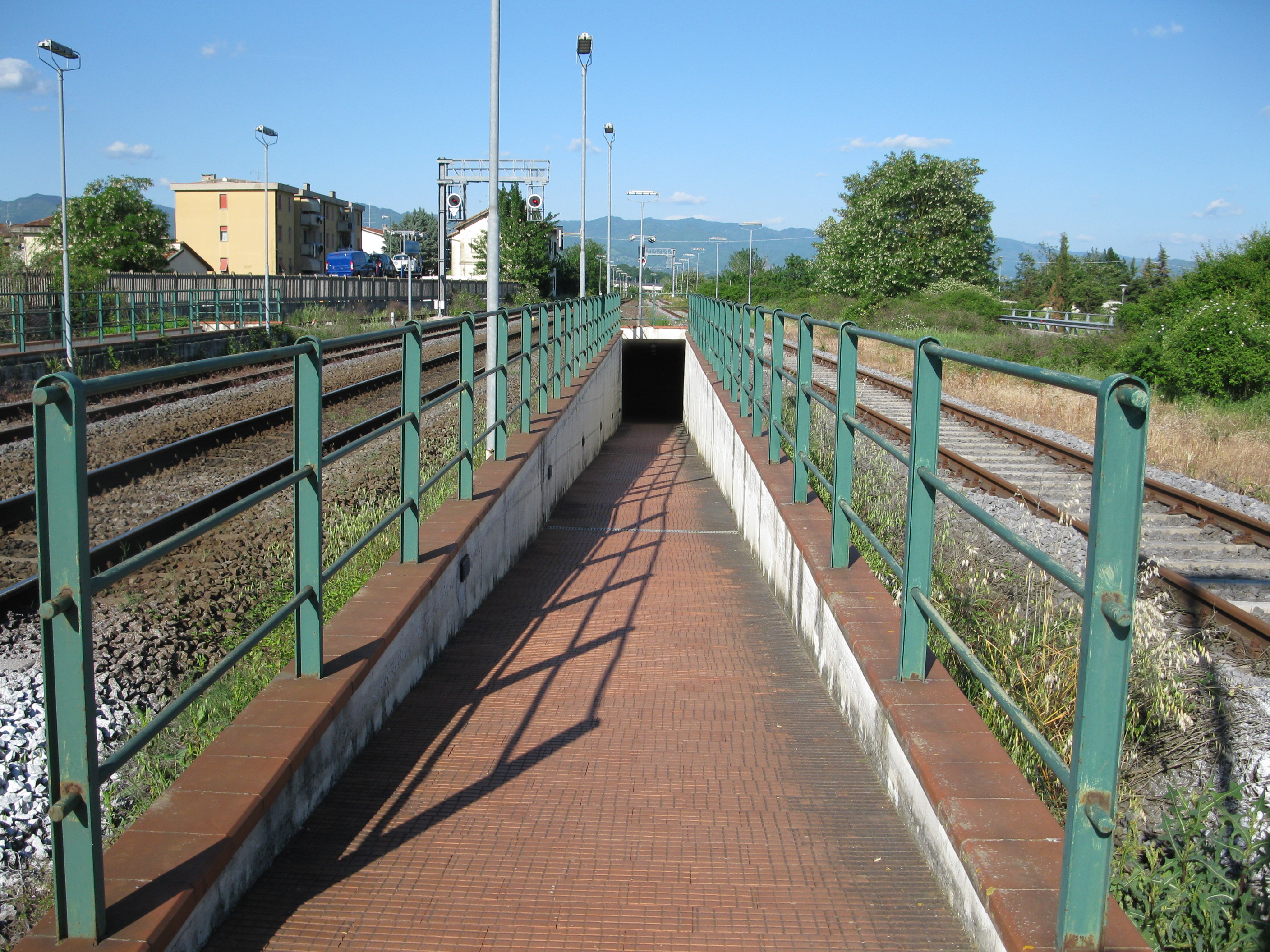
Rampa di ingresso del sottopassaggio

Il fabbricato viaggiatori è una struttura a due livelli su pianta rettangolare, costruita nello stile delle stazioni della Rete Adriatica. Parte del piano terra è destinato al servizio viaggiatori, mentre il primo piano è adibito ad abitazione privata.
Il piazzale è formato dal binario di corsa, identificato con il numero 2, e da un raddoppio, identificato con il numero 1. È inoltre presente un binario tronco per la sosta dei mezzi riservati alla manutenzione della linea.
I due binari aperti al servizio pubblico sono dotati entrambi di banchine, collegate tra loro tramite un sottopassaggio e da due ascensori. Per costruire il vano ascensore d'accesso al secondo binario è stato necessario sopprimere il terzo binario.
In passato era presente uno scalo merci con relativo magazzino.

## Servizi
- Biglietteria automatica
- Sala d'attesa
- Servizi igienici
- Bar

## Movimento

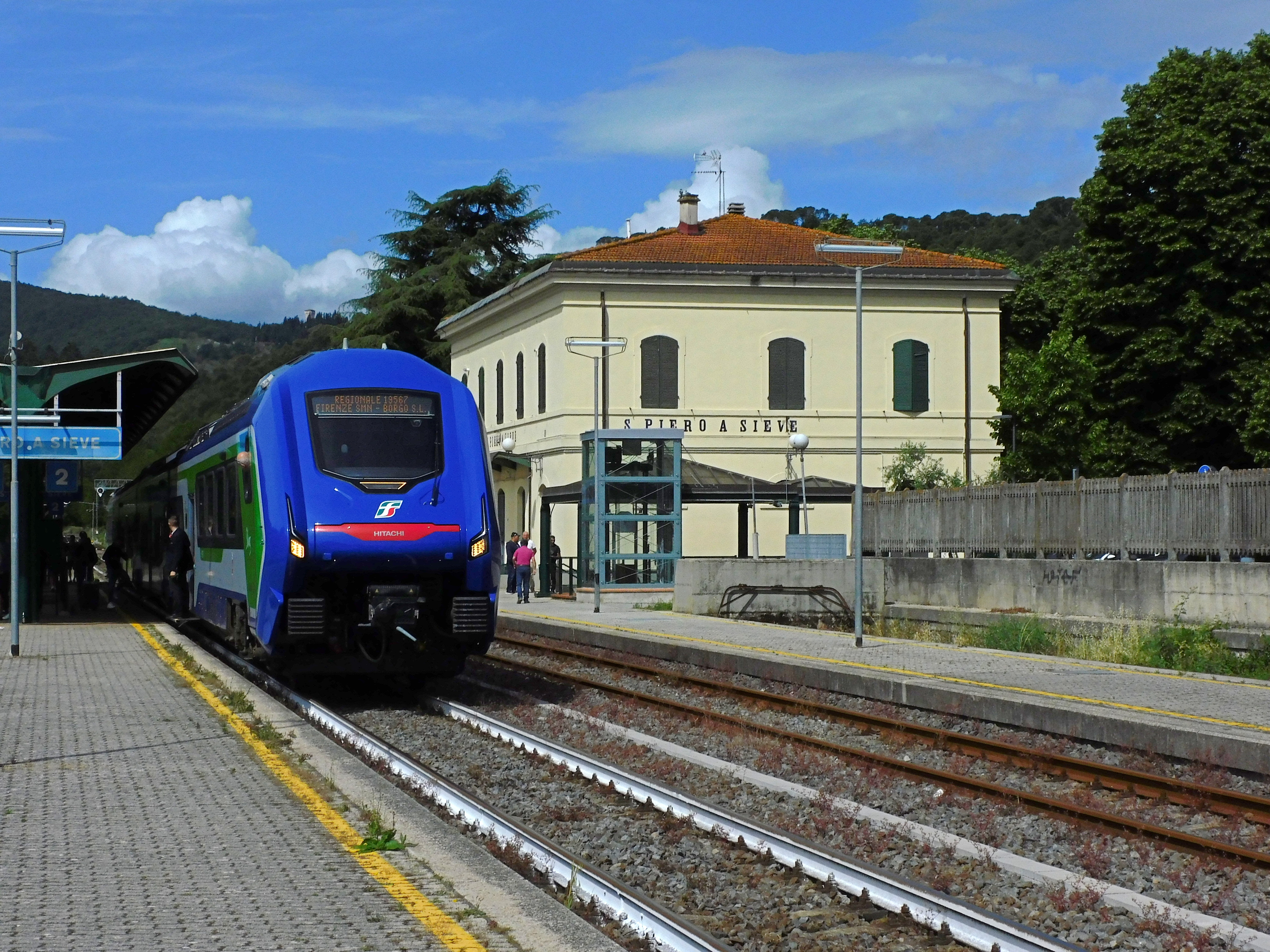
L'Hitachi Blues 412.028 di Trenitalia in sosta sul secondo binario.

Il servizio viaggiatori è svolto da Trenitalia. Ci sono due relazioni di treni regionali a servizio dell'impianto:
- Firenze Santa Maria Novella-Borgo San Lorenzo;
- Firenze Santa Maria Novella-Faenza.

Il traffico è regolato dal Dirigente Centrale Operativo di Firenze Campo di Marte.

## Interscambi
- Fermata autobus, presso l'uscita in via Salvo D'Acquisto